# Snellenopsis mimetica
Snellenopsis mimetica är en fjärilsart som beskrevs av Van Eecke 1920. Snellenopsis mimetica ingår i släktet Snellenopsis och familjen björnspinnare. Inga underarter finns listade i Catalogue of Life.